# Вальтер Альберто Лопес
Вальтер Альберто Лопес (ісп. Walter Alberto López, нар. 15 жовтня 1985, Монтевідео) — уругвайський футболіст, захисник клубу «Салернітана». Також має іспанський паспорт.
Виступав за національну збірну Уругваю.

## Клубна кар'єра
Вихованець футбольної школи клубу «Серро».
У дорослому футболі дебютував 2003 року виступами за команду «Расінг» з рідного міста, в якій провів один сезон, взявши участь в 11 матчах чемпіонату.
З 2004 по 2007 рік він грав за «Рівер Плейт» (Монтевідео) у вищому дивізіоні Уругваю. Після цього з січня по червень 2007 року він виступав на правах оренди в клубі іспанської Сегунди «Херес», а з серпня по грудень того ж року також на правах оренди грав за мексиканський «Естудіантес Текос».

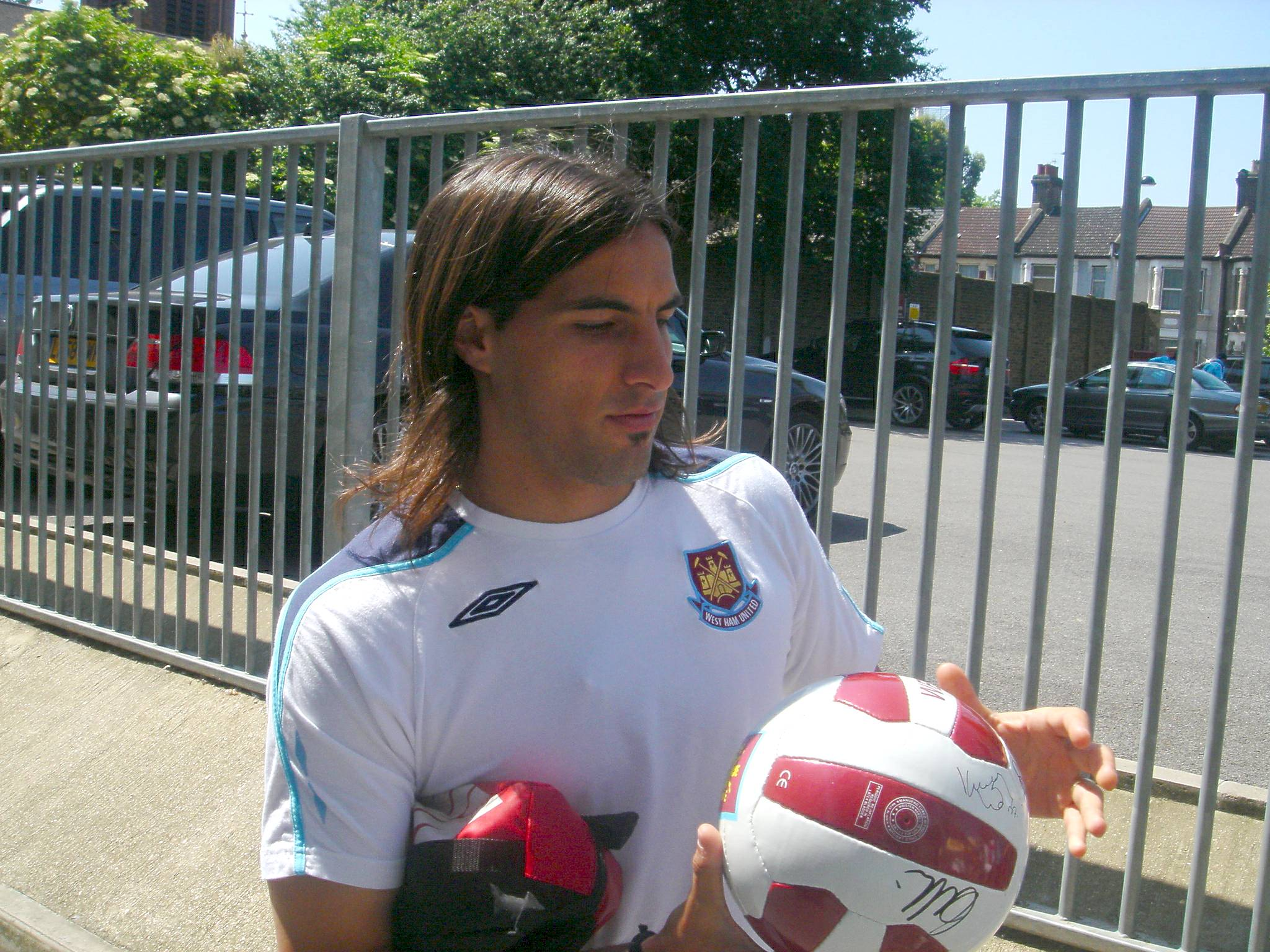
Вальтер Лопес під час виступів за «Вест Гем Юнайтед», 2009 рік

5 вересня 2008 року Лопес став гравцем англійського «Вест Гем Юнайтед». Дебютував уругваєць за «молотобійців» в третьому раунді Кубка ліги проти «Вотфорда» 23 вересня 2008 року, а перший матч у Прем'єр-лізі провів 1 березня 2009 року в грі проти «Манчестер Сіті» (1:0). Тим не менше Лопес не зумів закріпитись в першій команді в зв'язку з наявністю конголезького захисника Еріти Ілунги, тому зіграв у чемпіонаті лише 5 матчів, причому в усіх виходив на заміну, і в кінці сезону 2008/09 покинув лондонський клуб. 
У липні 2009 року Вальтер повернувся додому, підписавши контракт з «Серро». У серпні того ж року він був відправлений в оренду в італійській клуб з Серії B «Брешія», де уругвайський захисник став основним гравцем. У складі клубу з Ломбардії він провів 31 матч в лізі і два в плей-оф , де «Брешія» перемогла «Торіно» і вийшла до Серії А.
Проте у вищому італійському дивізіоні гравець не зіграв, повернувшись 30 червня 2010 року назад в «Серро», з яким продовжив контракт ще на три роки. Після цього знову був відданий в оренду, цього разу до Румунії, в «Університатю» (Крайова), де зіграв тільки чотири матчі у Лізі I.
У липні 2011 року він був проданий в «Пеньяроль», за який дебютував 25 серпня в матчі проти «Белья Вісти». Він забив два голи в 13 матчах в сезоні Апертури 2011 року. У січні 2012 року був відданий в оренду в «Серро Портеньйо» з Парагваю, де залишався до 31 грудня того ж року, вигравши чемпіонат Парагваю (Апертура). В січні 2013 року Вальтер повернувся в «Пеньяроль», з яким виграв чемпіонат Уругваю 2012/13.
18 вересня 2013 року перейшов на правах вільного агента в «Лечче», що виступало у третьому італійському дивізіоні. Він дебютував за клуб 29 вересня в чемпіонату проти «Перуджи», а перший гол забив 20 жовтня 2013 року у ворота «Губбіо» (1:1). 30 липня 2014 року уругваєць погодився на ще один рік контракту з «джаллороссі» з автоматичним продовженням ще на два сезони в разі виходу команди до Серії B..
26 червня 2015 року, після двох сезонів з «Лечче», футболіст повернувся до Південної Америки, ставши гравцем парагвайського клубу «Соль де Америка», з яким він підписав контракт до кінця року.
На початку 2016 року захисник втретє відправився до Італії, цього разу «Беневенто», якому в першому ж сезоні допоміг клубу вперше в історії вийти до Серії Б, а за підсумками сезону 2016/17 сенсаційно вийшов з клубом у Серію А. За два сезони відіграв за команду з Беневенто 45 матчів в національному чемпіонаті.
Однак в елітному італійському дивізіоні «Беневенто» вирішив обійтися без уругвайця, який, натомість, продовжив виступи у Серії B, ставши гравцем  «Спеції». Згодом провів півроку у третьоліговій «Тернані», після чого став гравцем друголігового клубу «Салернітана».

## Виступи за збірну
2006 року дебютував в офіційних матчах у складі національної збірної Уругваю. Всього того року провів у формі головної команди країни 3 матчі.
| Дата      | Місто             | Господарі            | Результат        | Гості             | Турнір           | Голи | Примітки |
| --------- | ----------------- | -------------------- | ---------------- | ----------------- | ---------------- | ---- | -------- |
| 21-5-2006 | Гафса             | Туніс                | 0 – 0 (1:3 п.п.) | Уругвай           | товариський матч | -    |          |
| 27-5-2006 | Белград           | Сербія та Чорногорія | 1 – 1            | Уругвай           | товариський матч | -    | 68'-     |
| 2-6-2006  | Східний Рутерфорд | Уругвай              | 1 – 0            | Північна Ірландія | товариський матч | -    |          |
| Усього    |                   | Матчів               | 3                |                   | Голів            | 0    |          |

## Досягнення
- Чемпіон Парагваю: 2012 (Апертура)
- Чемпіон Уругваю: 2012/13